# Axel Ornstein
Axel Otto Ornstein  (ur. 24 kwietnia 1952 w Boliden) – szwedzki szachista, mistrz międzynarodowy od 1975 roku.

## Kariera szachowa
Pierwszy szachowy sukces odniósł w 1967 r., zdobywając tytuł mistrza Szwecji juniorów w kategorii do 20 lat. Wkrótce awansował do ścisłej krajowej czołówki, do której należał do końca lat 80. XX wieku. Wielokrotnie startował w finałach indywidualnych mistrzostw Szwecji, siedmiokrotnie zdobywając złote medale (w latach 1972, 1973, 1975, 1977, 1984, 1987 i 1988). Pomiędzy 1972 a 1984 r. sześciokrotnie brał udział w szachowych olimpiadach, a w 1980 r. reprezentował swój kraj na drużynowych mistrzostwach Europy w Skarze, gdzie zdobył brązowy medal za indywidualny wynik na VI szachownicy.
Wielokrotnie startował w turniejach międzynarodowych, sukcesy odnosząc m.in. w:
- Sztokholmie (trzykrotnie I-II m. w turniejach Rilton Cup, w edycjach 1974/75 z Heikki Westerinenem, 1980/81 z Larsem-Ake Schneiderem oraz 1983/84, z Kiryłem Georgijewem),
- Eksjö (1975, III m., 1979, I-II m. wspólnie z Larsem-Ake Schneiderem, 1981, I m.),
- Oslo (1976, III m. i 1978, I m.),
- Sofii (1976, I m.),
- Pamporowie (1981, I-III m. wspólnie z Ljubenem Spasowem i Stefanem Djuriciem),
- Helsinkach (1984, II-III m. za Jurijem Bałaszowem, wspólnie z Jurijem Razuwajewem),
- Järvenpäi (1985, I-III m. wspólnie z Istvanem Csomem i Jamesem Plaskettem).

W 2008 r. ponownie odniósł turniejowy sukces, zajmując III m. w kołowym turnieju rozegranym w Saint-Lô.
Najwyższy ranking w dotychczasowej karierze osiągnął 1 lipca 1981 r., z wynikiem 2480 punktów zajmował wówczas 3. miejsce (za Ulfem Anderssonem i Harrym Schüsslerem) wśród szwedzkich szachistów.